# FESTIP
FESTIP (Future European Space Transportation Investigations Programme) fu un programma inaugurato nella metà degli anni novanta (15 febbraio 1994) dall'Agenzia Spaziale Europea (ESA) per preparare l'Europa allo sviluppo di una nuova generazione di lanciatori successiva all'Ariane 5. La motivazione centrale era la riduzione dei costi di operazione attraverso l'introduzione della tecnologia riusabile come per lo Space Shuttle. Come la maggior parte di programmi ESA su sistemi di trasporto spaziale, gli obbiettivi dichiarati per il programma erano molto ottimistici e ben al di là di ogni possibilità di realizzazione (vedansi per esempio i casi Hermes e Sänger). Il programma, come il successivo FLPP, è servito soprattutto a finanziare il settore aerospaziale europeo. I finanziamenti sono stati ripartiti (al netto dei costi di overhead dell'ESA) fra le industrie dei paesi partecipanti in modo proporzionale allo sforzo finanziario di ciascun paese e cioè nel modo seguente:
- Germania 33.5%
- Italia 15%
- Belgio 6%
- Spagna 5%
- Olanda 4%
- Altri 36.5%

## Riferimenti
- The FESTIP programme has started, su esapub.esrin.esa.it. URL consultato il 10 marzo 2010 (archiviato dall'url originale il 3 ottobre 2006).